# Camamu
Camamu é um município brasileiro do estado da Bahia. Sua população estimada em 2021 era de 35.444 habitantes.
O município de Camamu localiza-se na Costa do Dendê, litoral sul do estado da Bahia, às margens da rodovia BA-001 e possui área territorial de 839.702 km² IBGE . Seu bioma é a Mata Atlântica e faz parte do Sistema Costeiro-Marinho.

## Histórico
Para Eduardo Navarro, o nome vem de kama - seio + y - água, líquido: água do seio.

Camamu está intimamente ligada a história do Brasil colônia, uma vez que seu povoamento começou por volta do século XVI, com a chegada dos portugueses. A ocupação dessa região foi feita, com a presença da Companhia de Jesus, muitos viajantes e cronistas em suas andanças pelo Brasil Colônia mostram alguns aspectos sobre Camamu. Juntos a esses viajantes, Vilhena descreveu a vila de Camamu. 
A vila de Camamu distante 24 léguas da cidade da Bahia, é o ponto de reunião de três grandes rios, quais são Maraú, Serinhaém e Camamu, assim como cinco outros mais  pequenos, como são o Condurá, Pinaré, Mapera, Robalo e Garapiranga, os quais todos se juntam naquela vila por motivo por que os indíos formaram o nome Camamu... Pela distância de 4 léguas sobe terras o Camamu em cuja margem está fundada a vila, e no fim delas se incorpora com este rio o chamado do Braço, pela curva que faz semelhante a um braço humano, na distância de 2 dias de viagem de Camamu, onde é pequena a quantidade que acha de ouro em pó, pingos d´água, crisólitas, águas-marinhas outras pedras desta qualidade.
Camamu tem origem numa aldeia de tupiniquins que em 1561 foi transformada em freguesia, após o estabelecimento de uma missão de jesuítas. Chamava-se então Aldeia de Nossa Senhora da Assunção de Macamamu. Foram os Jesuítas que introduziram a cana-de-açúcar, cacau e canela, de forma pioneira em toda a Capitania de São Jorge do Ilhéus, a qual pertencia.
Em 22 de maio de 1693 a aldeia foi elevada a vila e concelho com o nome de Camamu. E finalmente, em 27 de junho de 1891, tornou-se cidade.

## Geografia
Em 2010 a região apresentava 31.2% de domicílios com esgotamento sanitário adequado, 46.4% de domicílios urbanos em vias públicas com urbanização adequada (presença de bueiro, calçada, pavimentação e meio-fio). 
Na Baía de Camamu, tem uma grande diversidade de ambientes, isso por conta de sua vasta riqueza hídrica seja pela oferta de águas oceânicas ou de águas continentais que alimentam através das bacias hidrográficas do Rio Orojó e Rio Acarai na região sul, na região norte tem os rios Mariana e o rio dos Cagados. Essa mistura de água doce com água salgada cria um rico ambiente de manguezais, sendo ele um importante ecossistema juntamente com a Mata Atlântica. 
Em Camamu os mangues, restingas e as lagoas, fazem com que o turismo, a pesca, a mariscagem, a produção de dendê e piaçava sejam as principais atividades econômicas desenvolvidas na região.

## Clima
O clima da região é do tipo Tropical Super – Úmido, sem estação seca, comum no litoral centro Sul baiano, prolonga-se desde o Recôncavo até o Extremo Sul do Estado, apresentando alta pluviosidade, superior a 2.000 mm anuais. O período de maior pluviosidade está entre os meses de março e junho e os de menores configuram aos meses de agosto, setembro e outubro. A temperatura média anual apresenta uma amplitude térmica anual oscilando entre 21 e 25°C.

## Turismo
O município possui diversos passeios que relacionados à natureza, dentre os quais destacam-se as cachoeiras, ilhas, praias e trilhas, entre outros. O melhor período para visitar o município é o período de maio ao fim de outubro. 